# 루슈녀

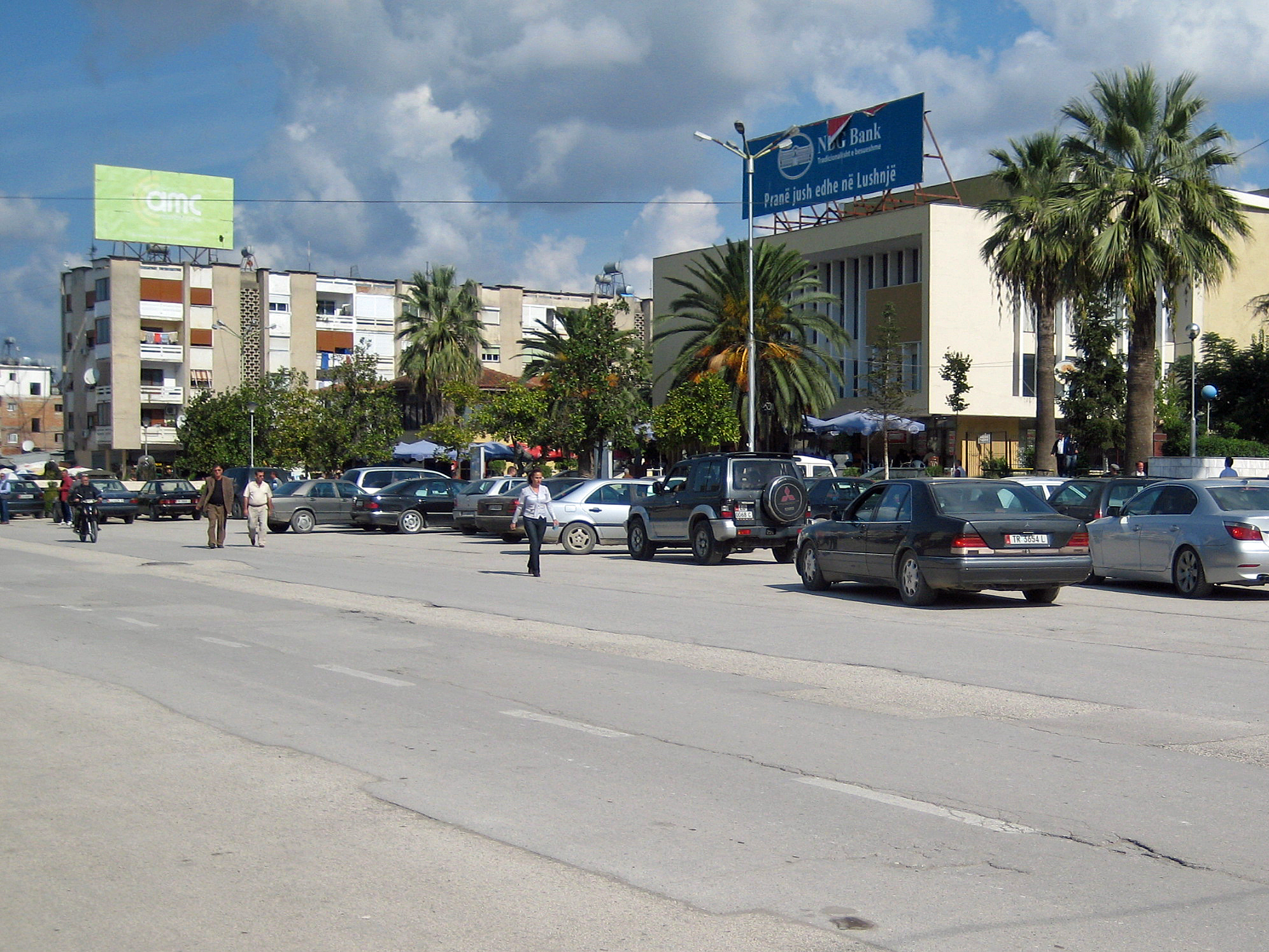
루슈녀 시가지

루슈녀(알바니아어: Lushnjë, IPA: [ˈluʃɲə])는 알바니아 중서부에 위치한 도시로, 피에르주에 속하는 현인 루슈녀 현의 현청 소재지이며 인구는 54,813명(2001년 기준)이다.